# 钟契夫
钟契夫（1925年—2008年1月28日），原名钟西萍，男，汉族，江西萍乡人，中国国民经济计划管理专家，曾任中国人民大学教授、博士生导师。